# Pietro Restivo
Pietro Restivo (Villarosa, 20 novembre 1904 – Caltanissetta, 2 luglio 2000) è stato un politico e medico italiano, sindaco di Caltanissetta dal 1948 al 1952.

## Biografia

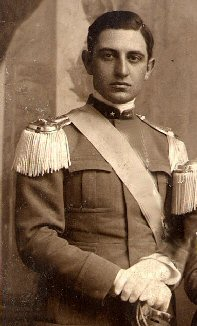
Pietro Restivo negli anni trenta

Figlio di Domenico Restivo, farmacista e latinista, e di Rosa Speciale, nacque a Villarosa (allora in provincia di Caltanissetta) nel 1904. Frequentò le scuole medie e il liceo classico a Caltanissetta, e già a 16 anni si iscrisse in Medicina all'Università di Palermo, dove rimase per tre anni; in seguito si trasferì a Napoli, dove fu alunno del dottor Giuseppe Moscati. Dopo la laurea si spostò a Firenze per specializzarsi in otorinolaringoiatria. Successivamente tornò a Caltanissetta dove esercitò la professione di medico. Durante la seconda guerra mondiale fu inizialmente arruolato, ma fu subito mandato indietro a causa della carenza di medici specialisti nell'entroterra siciliano.
Il 13 luglio 1948 il consiglio comunale di Caltanissetta lo elesse sindaco, alla guida di una giunta monocolore della Democrazia Cristiana. Rimase in carica per quattro anni, durante i quali si proseguì con la riparazione dei danni causati dal bombardamento del 1943 e furono poste le basi per la futura espansione della città verso viale Trieste e viale della Regione. Le elezioni amministrative del 25 maggio 1952 rinnovarono il consiglio comunale, e l'8 luglio 1952 venne eletto il nuovo sindaco nella persona di Carmelo Longo.
Si sposò con Maria Luisa Giarrizzo, discendente del barone Benintendi, ed ebbe tre figli: Maria Rosa, Maria Cristina e Salvatore. Nel 1997 fu colpito da un'emorragia cerebrale, da cui tuttavia si riprese. Morì a Caltanissetta nel 2000.